# Liam av Luxemburg
Prins Liam av Nassau, Liam Henri Hartmut, född 28 november 2016 i Genève i Schweiz, är en luxemburgsk prins och yngste son till Félix och Claire av Luxemburg. Han är tredje sonson och fjärde barnbarn till Storhertig Henri och Maria Teresa, storhertiginna av Luxemburg. Han är nummer fem i successionsordningen.  Han har en äldre syster, prinsessan Amalia.
Den 22 april 2017 döptes prins Liam i Vatikanen. Hans faddrar var hans farbror, prins Sébastien, och Anna-Maria Pamin.